# 国鉄タキ10900形貨車
国鉄タキ10900形貨車（こくてつタキ10900がたかしゃ）は、かつて日本国有鉄道（国鉄）に在籍した私有貨車（タンク車）である。
本形式と同一の専用種別であるタキ12000形についても本項目で解説する。

## タキ10900形
タキ10900形は、糖蜜専用の35t 積タンク車として1968年（昭和43年）5月31日に1両（コタキ10900）、1979年（昭和54年）6月25日に2両（コタキ10901 - コタキ10902）の合計3両が川崎重工業1社のみにて製作された。
記号番号表記は、特殊標記符号「コ」（全長 12 m 以下）を前置し「コタキ」と標記する。
本形式の他に糖蜜を専用種別とする形式にはタ1150形（3両）、タム2000形（3両）、タム22000形（1両）、タキ1600形（初代、16両）、タキ3600形（13両）、タキ12000形（3両、後記）の6形式が存在した。
所有者は三菱商事、日本甜菜製糖であり、その常備駅は神奈川県の新興駅、北海道の帯広駅であった。
タンク体は、普通鋼（一般構造用圧延鋼材 SS41、現在のSS400）製であり、内部に蒸気加熱管を装備した。荷役方式はタンク上部にある積込口からの上入れ、吐出管からの下出し式である。
車体色は黒色、寸法関係は全長は9,640mm、全幅は2,520mm、全高は3,697mm、台車中心間距離は7,000mm、実容積は26.9m3、自重は15.8t、換算両数は積車5.0、空車1.6であり、台車はベッテンドルフ式のTR41C、TR213である。
1986年（昭和61年）10月31日に最後まで在籍した2両（コタキ10901 - コタキ10902）が廃車となり同時に形式消滅となった。

## タキ12000形
タキ12000形は、糖蜜専用の35t 積タンク車としてタキ10900形落成の後を追うように3箇月後の1968年（昭和43年）8月26日に3両（コタキ12000 - コタキ12002）が日本車輌製造にて製作された。
記号番号表記は、特殊標記符号「コ」（全長 12 m 以下）を前置し「コタキ」と標記する。
所有者は三菱商事1社のみであり、その常備駅は神奈川県の新興駅であった。
タンク体は耐候性高張力鋼製であり、内部に蒸気加熱管を装備した。荷役方式はタンク上部にある積込口からの上入れ、吐出管からの下出し式である。
車体色は黒、寸法関係は全長は10,800mm、全幅は2,400mm、全高は3,699mm、台車中心間距離は7,000mm、実容積は26.9m3、自重は14.7t、換算両数は積車5.0、空車1.4であり、台車はベッテンドルフ式のTR41Cであった。
1984年（昭和59年）3月30日に最後まで在籍した1両（コタキ12002）が廃車となり（コタキ10900と同日）同時に形式消滅となった。